# Polycyrtus femoratus
Polycyrtus femoratus är en stekelart som beskrevs av Maximilian Spinola 1840. Polycyrtus femoratus ingår i släktet Polycyrtus och familjen brokparasitsteklar. Inga underarter finns listade i Catalogue of Life.